# Sociologia dell'arte e della cultura
La sociologia dell'arte e della cultura è una disciplina volta allo studio dell'arte e dell'estetica da un punto di vista sociologico.
Lo studio della sociologia dell'arte attraverso la storia è chiamato Storia sociale dell'arte. Essa si occupa in particolare di individuare come le diverse società contribuiscano all'affermazione di alcuni artisti.
La sociologia dell'arte e della cultura analizza da una parte le arti intese come attività o linguaggi aventi una dimensione estetica nella vita sociale (abbigliamento, arredamento, architettura, cucina, editoria, musica, pubblicità, ecc); dall'altra esamina l'attività e il mondo specifico degli artisti (ambiente artistico, gli organismi di selezione e di promozione, la ricezione delle opere d'arte o dei movimenti artistici, la diffusione, ecc).
Questa specifica branca della sociologia, che studia l'arte intesa come dimensione della vita comune a tutti gli strati sociali, viene oggi "trascurata" a favore dell'etnologia, dell'archeologia e della storia dell'arte.